# 17. Tarnowska Nagroda Filmowa
17. Tarnowska Nagroda Filmowa – odbyła się w dniach 13-17 maja 2003 roku.

## Filmy konkursowe
- Anioł w Krakowie – reż. Artur Więcek
- Dzień świra – reż. Marek Koterski
- Edi – reż. Piotr Trzaskalski
- Moje miasto – reż. Marek Lechki
- Moje pieczone kurczaki – reż. Iwona Siekierzyńska
- Sukces – reż. Marek Bukowski
- W kogo ja się wrodziłem – reż. Ryszard Bugajski
- Wszyscy święci – reż. Andrzej Barański
- Zmruż oczy – reż. Andrzej Jakimowski

## Laureaci
- Nagroda Grand Prix – Statuetka Leliwity: 
  - Moje miasto – reż. Marek Lechki

- Nagroda Jury Młodzieżowego – Statuetka Kamerzysty: 
  - Edi – reż. Piotr Trzaskalski

- Nagroda publiczności – Statuetka Maszkarona: 
  - Edi – reż. Piotr Trzaskalski

- Nagroda specjalna jury młodzieżowego:
  - Jerzy Trela – za kreację aktorską w filmie Anioł w Krakowie
  - Marek Koterski – za scenariusz filmu Dzień świra

- Nagroda PARALAKSA Stowarzyszenia Twórców Obrazu Filmu Fabularnego:
  - Tomasz Bagiński – za wyjątkowe walory filmu Katedra